# Giosuè Gallucci
Giosuè Gallucci (Napoli, 10 dicembre 1864 – New York, 21 maggio 1915) è stato un criminale italiano attivo nella New York d'inizio XX secolo.

## Biografia
Nato a Napoli, emigrò a New York l'11 marzo 1892 a bordo del piroscafo SS Werkendam, partito dal porto di Rotterdam. Nell'aprile 1898 venne arrestato dalla polizia newyorkese in quanto sospettato dell'omicidio di una donna, Josephine Inselma, che sulla stampa locale venne descritta come l'amante di Gallucci. A fronte di un solido alibi fornito dall'arrestato il Grand Jury si vide costretto a rilasciarlo. Nonostante ciò il detective della polizia di New York Joe Petrosino continuò ad indagare sulla figura di Gallucci, arrivando a richiedere i precedenti del soggetto alle autorità giudiziarie italiane. Da Napoli giunsero informazioni che confermavano il passato delinquenziale del personaggio in questione, indicato come "pericoloso criminale ed estorsore".
Negli anni seguenti Gallucci riuscì ad accumulare un enorme patrimonio grazie al controllo su una serie di attività lecite, come le rivendite di carbone e di ghiaccio, o i calzolai, i bar, le panetterie e le drogherie. Accanto a quest'immagine di facciata egli riuscì a garantirsi il dominio sulla cosiddetta Italian Harlem grazie al controllo della prostituzione, del gioco d'azzardo e di altre attività illegali come l'estorsione a danno dei commercianti italiani. Grazie alla sua fortuna, e alla sua banda, riuscì ad acquisire numerose proprietà e ad aprire varie attività commerciali nei quartieri di Little Italy ed East Harlem, abitati principalmente da immigrati italiani. La sua fama e la sua notorietà vennero amplificate sia dalla stampa newyorkese che lo soprannominò The King of Little Italy, Major of Little Italy o Millionaire, sia dalla sua abitudine di girare per strada indossando abiti costosi e sfoggiando una preziosissima bigiotteria. Il tutto in un quartiere, East Harlem, abitato principalmente da immigrati italiani poveri.
La sua influenza ed il suo potere all'interno della comunità italiana gli assicurarono, in cambio di voti, la protezione di Tammany Hall, la potentissima organizzazione elettorale vicina al Partito Democratico. Gallucci, che era a capo di una banda composta principalmente da immigrati campani, costrinse a scendere ad accordi persino i mafiosi siciliani di Giuseppe Morello, futuro capostipite della famiglia Morello, insediati anch'essi ad East Harlem. Questa scalata del boss napoletano nelle gerarchie criminali di New York non avvenne senza intoppi. Nel settembre 1909 infatti il fratello di Gallucci, Gennaro, venne assassinato nella sua casa. Medesima sorte toccò poco dopo alla guardia del corpo del boss, uccisa durante un agguato teso al suo capo. In aggiunta il boss napoletano di East Harlem, che ostentava visibilmente la sua ricchezza, fu anche oggetto di tentativi di estorsione da parte di altre bande criminali italiane di New York, all'epoca conosciute generalmente come la Mano Nera.
La definitiva ascesa di Gallucci avvenne in seguito all'arresto e la condanna nel 1910 di Giuseppe Morello e del cognato di quest'ultimo Ignazio Lupo. Con i mafiosi dietro le sbarre il boss di East Harlem poté infatti avere mano libera non solo sulle comunità italiane di Manhattan, ma anche su quelle di Brooklyn, dove già operavano due bande di camorristi. Un ex camorrista, diventato collaboratore di giustizia nel 1917, affermò che nel 1912 "Gallucci controllava diversi giochi d'azzardo e otteneva una percentuale sulla vendita di cavalli rubati e carciofi venduti. Se qualcuno non avesse pagato questa percentuale sarebbe stato aggredito, avrebbe ricevuto lettere di estorsione o sarebbe stato ucciso.".
L'importanza del giro d'affari di Gallucci convinse altri gruppi minori di criminali italiani a eliminare il boss napoletano. Così, il 2 settembre 1912, la sua guardia del corpo Antonio Zaraca venne assassinata mentre giovava a carte in un bar sulla 109th Street. Fu il primo atto di una sanguinosa faida che insanguinò East Harlem. Il presunto assassino di Zaraca, certo Aniello Prisco, dopo essere stato rilasciato nel dicembre dello stesso anno venne attirato con un inganno in un negozio di Gallucci e qui ucciso da Giovanni Russomanno, nipote del malavitoso napoletano. Nel febbraio 1913 lo stesso Russomanno venne ferito in un agguato nel quale trovò la morte la sua guardia del corpo. Il presunto killer, Amadio Buonomo, venne poi a sua volta ucciso nell'aprile successivo. Dopo questo ennesimo omicidio la polizia arrestò una quarantina di italiani, molti dei quali appartenenti alla banda di Gallucci, sospettati di essere coinvolti nella faida. L'unico tra i detenuti ad essere rilasciato su cauzione fu proprio Gallucci.
Successivamente Gallucci entrò in contrasto con i fratelli Del Gaudio, due biscazzieri di East Harlem legati alla camorra di Brooklyn. Lo scontro tra le due fazioni terminò nell'ottobre 1914 con la morte di Nicola Del Gaudio.

### L'omicidio
All'apogeo del suo potere il re di Little Italy si ritrovò improvvisamente circondato da nemici. Da una parte infatti vi erano i mafiosi di Morello, i quali, dopo essere usciti dal carcere, si stavano iniziando a riorganizzare. Dall'altro invece i camorristi di Brooklyn e Coney Island che, oltre ad essere stati danneggiati dall'espansione di Gallucci, avevano lamentato la morte di Buonomo, nipote del boss Pellegrino Morano, e di Del Gaudio. Le due bande strinsero così un accordo per eliminare il boss di East Harlem e spartirsi il territorio. A indebolire Gallucci vi era anche il fatto che continuavano ad aprire in tutta Manhattan e a Brooklyn tante bische clandestine gestite da italiani che si rifiutavano di pagargli il pizzo.
Ad aggravare la posizione di Gallucci vi era stato l'ennesimo attentato in cui avevano trovato la morte due sue guardie del corpo. Da allora infatti nessuno più voleva accettare l'incarico di guardaspalle, pertanto il boss di East Harlem aveva deciso di girare senza scorta.
La sera del 17 maggio 1915 Gallucci si recò in un bar, gestito dal figlio diciottenne Luca, sulla 109th Street. Improvvisamente fece irruzione nel locale una squadra di sicari che ferì gravemente il boss di East Harlem ed il figlio a colpi di pistola. Nonostante alcuni degli avventori avessero risposto al fuoco, gli assassini poterono fuggire incolumi. Il giorno seguente Luca Gallucci morì all'ospedale Bellevue. Giosuè Gallucci invece sopravvisse sino al 21 maggio, ma rifiutò di fornire alla polizia indicazioni su chi avesse sparato o armato i sicari. Il delitto rimase irrisolto sebbene forti sospetti si fossero concentrati su un suo ex guardaspalle, Generoso Nazzaro.
In occasione dei funerali, sorvegliati attentamente dalla polizia, si formò un corteo di ottocento carrozze, ventidue delle quali adibite al trasporto dei fiori. Fu seppellito al Calvary Cemetery.

## Conseguenze
Il vuoto di potere lasciato da Gallucci consentì ai mafiosi di prendere il controllo totale di East Harlem ed ai camorristi di tornare a dominare su Brooklyn. Nel giro di un anno però le due associazioni criminali inizieranno una sanguinosa guerra tra loro che vedrà l'annientamento della camorra e l'ascesa definitiva di cosa nostra su New York.

## Media
La figura di Gallucci è una delle figure, assieme al mafioso Ignazio Lupo, alla base del personaggio Don Fanucci del romanzo Il padrino di Mario Puzo. Nel film Il padrino - Parte II del 1974 Fanucci è interpretato dall'attore italiano Gastone Moschin.